# Sportverein Wehen 1926 Taunusstein 2013-2014
Questa voce raccoglie le informazioni riguardanti lo Sportverein Wehen 1926 Taunusstein nelle competizioni ufficiali della stagione 2013-2014.

## Stagione
Nella stagione 2013-2014 il Wehen Wiesbaden, allenato da Peter Vollmann, Bernd Heemsoth e Marc Kienle, concluse il campionato di 3. Liga al 4º posto.

## Rosa
| N. |                     | Ruolo | Calciatore      |
| -- | ------------------- | ----- | --------------- |
| 1  | Germania (bandiera) | P     | Michael Gurski  |
| 2  | Germania (bandiera) | D     | Nico Herzig     |
| 3  | Germania (bandiera) | D     | Stephan Gusche  |
| 4  | Germania (bandiera) | D     | Robert Müller   |
| 5  | Germania (bandiera) | C     | Julian Grupp    |
| 6  | Germania (bandiera) | C     | Maik Vetter     |
| 7  | Germania (bandiera) | C     | Marco Christ    |
| 8  | Germania (bandiera) | D     | Marcus Mann     |
| 9  | Germania (bandiera) | A     | Marco Königs    |
| 10 | Germania (bandiera) | C     | Tobias Jänicke  |
| 11 | Polonia (bandiera)  | C     | Maciej Zięba    |
| 13 | Slovenia (bandiera) | D     | Denis Perger    |
| 15 | Canada (bandiera)   | D     | Adam Straith    |
| 16 | Germania (bandiera) | D     | Daniel Döringer |

| N. |                     | Ruolo | Calciatore            |
| -- | ------------------- | ----- | --------------------- |
| 17 | Germania (bandiera) | C     | Martin Röser          |
| 20 | Angola (bandiera)   | A     | José Vunguidica       |
| 21 | Germania (bandiera) | P     | Raphael Laux          |
| 22 | Germania (bandiera) | D     | Maximilian Ahlschwede |
| 23 | Germania (bandiera) | D     | Alf Mintzel           |
| 24 | Germania (bandiera) | A     | Luca Schnellbacher    |
| 25 | Germania (bandiera) | P     | Markus Kolke          |
| 26 | Germania (bandiera) | D     | Michael Wiemann       |
| 27 | Germania (bandiera) | D     | Alexander Nandzik     |
| 28 | Germania (bandiera) | C     | Nils-Ole Book         |
| 29 | Germania (bandiera) | C     | Steffen Haas          |
| 30 | Slovenia (bandiera) | D     | Jovan Vidovič         |
|    | Germania (bandiera) | C     | Adam Freund           |

## Organigramma societario
Area tecnica
- Allenatore: Marc Kienle
- Allenatore in seconda: Bernd Heemsoth
- Preparatore dei portieri: Steffen Vogler
- Preparatori atletici: Sebastian Wagener

## Calciomercato

### Sessione estiva
| Acquisti | Acquisti              | Acquisti                  | Acquisti |
| R.       | Nome                  | da                        | Modalità |
| -------- | --------------------- | ------------------------- | -------- |
| D        | Jovan Vidovič         | Rəvan Baku                |          |
| D        | Maximilian Ahlschwede | Kickers Offenbach         |          |
| C        | Adam Freund           | FC Eddersheim             |          |
| C        | Julian Grupp          | Sonnenhof G.              |          |
| D        | Stephan Gusche        | Hansa Rostock             |          |
| C        | Tobias Jänicke        | Dinamo Dresda             |          |
| A        | Marco Königs          | Preußen Münster           |          |
| D        | Alexander Nandzik     | F. Düsseldorf II          |          |
| D        | Denis Perger          | Koper                     |          |
| A        | Luca Schnellbacher    | Eintracht Francoforte U19 |          |
| C        | Maik Vetter           | Eintracht Francoforte II  |          |
| C        | Julian Wießmeier      | Jahn Ratisbona            |          |
| C        | Sascha Wolfert        | Kaiserslautern            |          |

| Cessioni | Cessioni            | Cessioni           | Cessioni |
| R.       | Nome                | a                  | Modalità |
| -------- | ------------------- | ------------------ | -------- |
| D        | Pascal Bieler       | Kickers Würzburg   |          |
| A        | Nicolas Görtler     | Eintracht Bamberga |          |
| D        | Lars Guenther       | Eintracht Treviri  |          |
| C        | Zlatko Janjić       | Erzgebirge Aue     |          |
| D        | Denis Mangafic      | Kickers Offenbach  |          |
| C        | Yannik Oenning      | Wehen Wiesbaden II |          |
| D        | Sven Schimmel       | Reutlingen         |          |
| A        | Dominik Stroh-Engel | Darmstadt          |          |

### Sessione invernale
| Acquisti | Acquisti     | Acquisti     | Acquisti |
| R.       | Nome         | da           | Modalità |
| -------- | ------------ | ------------ | -------- |
| C        | Steffen Haas | Karlsruhe II |          |

| Cessioni | Cessioni         | Cessioni      | Cessioni |
| R.       | Nome             | a             | Modalità |
| -------- | ---------------- | ------------- | -------- |
| C        | Julian Wießmeier | Norimberga II |          |
| D        | Jeff Gyasi       | Elversberg    |          |
| C        | Sascha Wolfert   | Elversberg    |          |

## Risultati

### 3. Liga

#### Girone di andata
| Arbitro: | Fischer |

|               |           |                         |
| Rathgeber 41’ | Marcatori | 15’ Mann 38’ Vunguidica |

| Arbitro: | Jablonski |

|                                                          |           |  |
| Jänicke 9’ Mintzel 22’ Wiemann 64’ (rig.) Vunguidica 82’ | Marcatori |  |

| Arbitro: | Aarnink |

|                    |           |                         |
| Bertram 48’ (rig.) | Marcatori | 10’ Vunguidica 82’ Mann |

| Arbitro: | Valentin |

|             |           |            |
| Mintzel 60’ | Marcatori | 38’ Taylor |

| Arbitro: | Siewer |

|          |           |                                 |
| Holz 28’ | Marcatori | 35’, 64’ Jänicke 71’ Vunguidica |

| Arbitro: | Petersen |

|                      |           |            |
| Book 22’ Vidovič 38’ | Marcatori | 59’ Schulz |

| Arbitro: | Stein |

|                                              |           |  |
| Öztürk 24’ Engelhardt 41’ (rig.), 85’ (rig.) | Marcatori |  |

| Arbitro: | Schriever |

|                         |           |  |
| Jänicke 85’ Nandzik 90’ | Marcatori |  |

| Arbitro: | Perl |

|                |           |               |
| Vunguidica 41’ | Marcatori | 80’ Danneberg |

| Arbitro: | Schröder |

|                             |           |  |
| Cissé 33’ Salem 34’ Luz 70’ | Marcatori |  |

| Arbitro: | Sather |

|                    |           |            |
| Wiemann 90’ (rig.) | Marcatori | 71’ Röcker |

| Arbitro: | Rohde |

|            |           |  |
| Wegner 64’ | Marcatori |  |

| Arbitro: | Steinberg |

|  |           |                            |
|  | Marcatori | 11’ Voglsammer 17’ Haberer |

| Heidenheim an der Brenz 26 ottobre 2013, ore 14:00 CEST 14ª giornata | Heidenheim | 0 – 0 referto | Wehen Wiesbaden | Voith-Arena (8 000 spett.)\| Arbitro: \| Dietz \| |
| Arbitro:                                                             | Dietz      |               |                 |                                                   |

| Arbitro: | Reichel |

|             |           |            |
| Jänicke 34’ | Marcatori | 14’ Kotzke |

| Arbitro: | Gerach |

|          |           |                                      |
| Fink 19’ | Marcatori | 51’ (rig.) Wiemann 81’ Schnellbacher |

| Arbitro: | Kampka |

|           |           |            |
| Röser 72’ | Marcatori | 48’ Harder |

| Arbitro: | Blos |

|                      |           |                          |
| Heller 10’ Baier 59’ | Marcatori | 53’ Vunguidica 80’ Röser |

| Arbitro: | Stein |

|             |           |                                |
| Jänicke 66’ | Marcatori | 34’ Blacha 54’ Plat 56’ Jakobs |

#### Girone di ritorno
| Arbitro: | Wingenbach |

|                    |           |  |
| Wiemann 30’ (rig.) | Marcatori |  |

| Arbitro: | Rohde |

|                                 |           |  |
| Marchese 37’ (rig.) Soriano 41’ | Marcatori |  |

| Arbitro: | Stegemann |

|  |           |                                      |
|  | Marcatori | 44’ Ziegenbein 52’ Gogia 75’ Sembolo |

| Arbitro: | Badstübner |

|  |           |            |
|  | Marcatori | 90’ Müller |

| Arbitro: | Reichel |

|                        |           |            |
| Jänicke 19’ Herzig 58’ | Marcatori | 64’ Benčík |

| Arbitro: | Brand |

|            |           |  |
| Kaiser 16’ | Marcatori |  |

| Arbitro: | Thomsen |

|             |           |             |
| Mintzel 27’ | Marcatori | 5’ Kammlott |

| Duisburg 1º marzo 2014, ore 14:00 CET 27ª giornata | Duisburg  | 0 – 0 referto | Wehen Wiesbaden | Schauinsland-Reisen-Arena (10 352 spett.)\| Arbitro: \| Jablonski \| |
| Arbitro:                                           | Jablonski |               |                 |                                                                      |

| Arbitro: | Siebert |

|                                                    |           |  |
| Danneberg 50’ von Walsleben-Schied 79’ Schulze 85’ | Marcatori |  |

| Arbitro: | Badstübner |

|                                 |           |  |
| Book 5’ Mann 53’ Vunguidica 78’ | Marcatori |  |

| Arbitro: | Valentin |

|                     |           |                                  |
| Wanitzek 35’ (rig.) | Marcatori | 16’ Vunguidica 78’ Schnellbacher |

| Arbitro: | Sather |

|                |           |  |
| Vunguidica 16’ | Marcatori |  |

| Arbitro: | Siewer |

|               |           |                |
| Sternisko 78’ | Marcatori | 33’ Vunguidica |

| Arbitro: | Unger |

|  |           |             |
|  | Marcatori | 45’ Morabit |

| Arbitro: | Wingenbach |

|                                                |           |  |
| Muhović 20’ Neunaber 73’ (rig.) Amachaibou 81’ | Marcatori |  |

| Arbitro: | Glasmacher |

|            |           |  |
| Jänicke 9’ | Marcatori |  |

| Arbitro: | Schröder |

|          |           |                                               |
| Sarr 39’ | Marcatori | 49’ Jänicke 62’ Herzig 72’, 81’ Schnellbacher |

| Arbitro: | Gagelmann |

|  |           |           |
|  | Marcatori | 65’ Costa |

| Arbitro: | Valentin |

|               |           |            |
| Kučuković 72’ | Marcatori | 1’ Jänicke |

## Statistiche

### Statistiche di squadra
| Competizione | Punti | In casa | In casa | In casa | In casa | In casa | In casa | In trasferta | In trasferta | In trasferta | In trasferta | In trasferta | In trasferta | Totale | Totale | Totale | Totale | Totale | Totale | DR |
| Competizione | Punti | G       | V       | N       | P       | Gf      | Gs      | G            | V            | N            | P            | Gf           | Gs           | G      | V      | N      | P      | Gf     | Gs     | DR |
| ------------ | ----- | ------- | ------- | ------- | ------- | ------- | ------- | ------------ | ------------ | ------------ | ------------ | ------------ | ------------ | ------ | ------ | ------ | ------ | ------ | ------ | -- |
| 3. Liga      | 56    | 19      | 8       | 6       | 5       | 23      | 18      | 19           | 7            | 5            | 7            | 20           | 26           | 38     | 15     | 11     | 12     | 43     | 44     | -1 |
| Totale       | 56    | 19      | 8       | 6       | 5       | 23      | 18      | 19           | 7            | 5            | 7            | 20           | 26           | 38     | 15     | 11     | 12     | 43     | 44     | -1 |

### Andamento in campionato
| Giornata  | 1 | 2 | 3 | 4 | 5 | 6 | 7 | 8 | 9 | 10 | 11 | 12 | 13 | 14 | 15 | 16 | 17 | 18 | 19 | 20 | 21 | 22 | 23 | 24 | 25 | 26 | 27 | 28 | 29 | 30 | 31 | 32 | 33 | 34 | 35 | 36 | 37 | 38 |
| --------- | - | - | - | - | - | - | - | - | - | -- | -- | -- | -- | -- | -- | -- | -- | -- | -- | -- | -- | -- | -- | -- | -- | -- | -- | -- | -- | -- | -- | -- | -- | -- | -- | -- | -- | -- |
| Luogo     | T | C | T | C | T | C | T | C | C | T  | C  | T  | C  | T  | C  | T  | C  | T  | C  | C  | T  | C  | T  | C  | T  | C  | T  | T  | C  | T  | C  | T  | C  | T  | C  | T  | C  | T  |
| Risultato | V | V | V | N | V | V | P | V | N | P  | N  | P  | P  | N  | N  | V  | N  | N  | P  | V  | P  | P  | V  | V  | P  | N  | N  | P  | V  | V  | V  | N  | P  | P  | V  | V  | P  | N  |
| Posizione | 3 | 1 | 1 | 2 | 1 | 1 | 2 | 2 | 2 | 2  | 2  | 5  | 7  | 7  | 7  | 5  | 5  | 4  | 7  | 7  | 7  | 7  | 6  | 5  | 5  | 6  | 6  | 7  | 6  | 4  | 4  | 4  | 4  | 6  | 4  | 4  | 4  | 4  |

Legenda:

Luogo: C = Casa; T = Trasferta. Risultato: V = Vittoria; N = Pareggio; P = Sconfitta.

### Statistiche dei giocatori
| M. Ahlschwede    | 24 | 0  | 5  | 0 |
| N. Book          | 33 | 2  | 7  | 0 |
| M. Christ        | 6  | 0  | 0  | 0 |
| D. Döringer      | 0  | 0  | 0  | 0 |
| A. Freund        | 0  | 0  | 0  | 0 |
| J. Grupp         | 27 | 0  | 4  | 0 |
| M. Gurski        | 13 | 0  | 1  | 0 |
| S. Gusche        | 2  | 0  | 0  | 0 |
| S. Haas          | 12 | 0  | 3  | 0 |
| N. Herzig        | 33 | 2  | 4  | 1 |
| T. Jänicke       | 37 | 10 | 6  | 0 |
| M. Kolke         | 25 | 0  | 1  | 0 |
| M. Königs        | 18 | 0  | 0  | 0 |
| R. Laux          | 0  | 0  | 0  | 0 |
| M. Mann          | 25 | 3  | 10 | 0 |
| A. Mintzel       | 35 | 3  | 8  | 0 |
| R. Müller        | 35 | 1  | 7  | 0 |
| A. Nandzik       | 20 | 1  | 1  | 0 |
| D. Perger        | 13 | 0  | 2  | 1 |
| M. Röser         | 19 | 2  | 1  | 0 |
| L. Schnellbacher | 26 | 4  | 2  | 0 |
| A. Straith       | 8  | 0  | 1  | 0 |
| M. Vetter        | 0  | 0  | 0  | 0 |
| J. Vidovič       | 19 | 1  | 1  | 0 |
| J. Vunguidica    | 34 | 10 | 4  | 0 |
| M. Wiemann       | 35 | 4  | 6  | 2 |
| J. Wießmeier     | 3  | 0  | 0  | 0 |
| S. Wolfert       | 8  | 0  | 1  | 0 |
| M. Zięba         | 19 | 0  | 1  | 0 |